# Jean Amado
Pour les articles homonymes, voir Amado.
Jean Amado, né le 27 janvier 1922 à Aix-en-Provence et mort le 16 octobre 1995 dans la même ville, est un sculpteur contemporain français.
Ses sculptures — panneaux émaillés, bas-reliefs ou fontaines — habitent les places publiques et monuments d’Alger, Lyon, Marseille, Paris, Évry,    La Seyne, Valenton ou Aix-en-Provence. 

## Parcours
Au début des années 1950, la bastide familiale cours d'Orbitelle à Aix-en-Provence est vendue et  sont construits un grand atelier et une maison attenante à 3,5 km du centre d’Aix-en-Provence, à Célony par Jean Amado et sa première épouse, céramiste elle-même. Le couple y installe deux grands fours céramique. En 1954-1956, il fait ses premières recherches d’un nouveau matériau, un béton émaillé mieux adapté aux besoins de l’architecture, dont il dépose le brevet sous le nom Cérastone. 
Jean Dubuffet sera l’un des premiers à l’encourager en le présentant en 1969 à son galeriste, Jean-François Jaeger de la galerie Jeanne Bucher qui défendra l'œuvre de l'artiste. Amado va aussi bénéficier de l'aide du grand architecte Fernand Pouillon, en s'inscrivant dans divers projets communs.
La commande publique et quelques commandes privées d’envergure ont permis l’implantation de grandes sculptures au parc floral de Vincennes, à la direction Telecom de Paris, à Ivry-sur-Seine, Aubervilliers, Monaco-Fontvieille, le point d’orgue étant le Monument en hommage à Arthur Rimbaud installé depuis 1989 à Marseille.
En 1979, il participe à la rédaction sous le pseudonyme collectif de « Maiastra » de Renaissance de l'Occident ?, paru chez Plon.
Il a aussi réalisé des sculptures destinées à des collections privées ou à des musées et fondations.

## Œuvres publiques

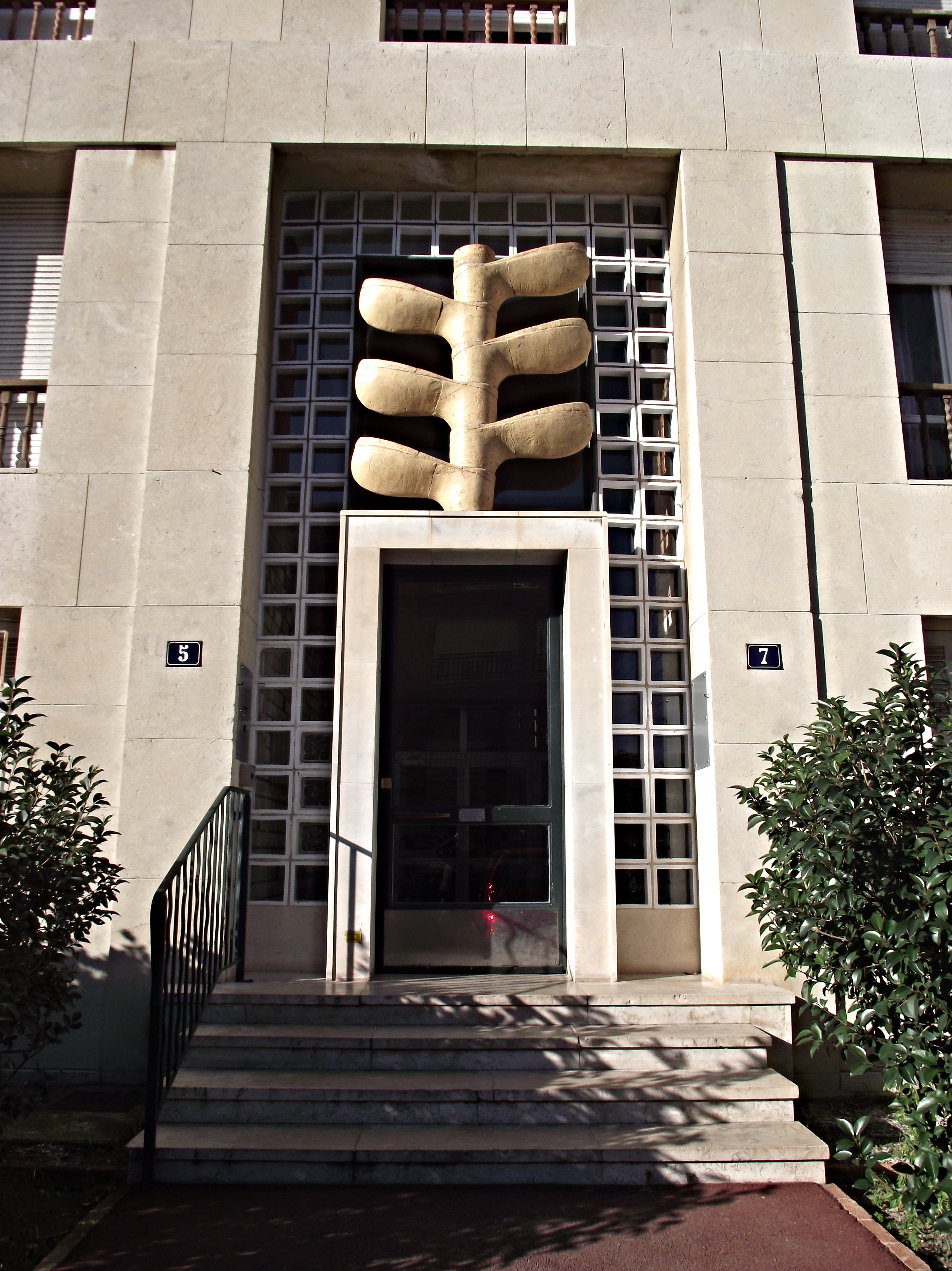
Porte et sculpture pour l'ensemble d'habitation La Tourette (Marseille).

- 1950-1953 : Premières réalisations monumentales en terre cuite émaillée commandées par l’architecte Fernand Pouillon : sculptures et encadrements de portes d’immeubles pour l'ensemble dit La Tourette[5] dans le cadre de la reconstruction du Vieux-Port de Marseille ; fontaine aux Sablettes (Var).
- 1954-1956 : À la demande de Fernand Pouillon, totem en façade d’un immeuble-tour de 40 mètres de haut (quartier Diar es Saada) et cinq fontaines (Diar el Mahçoul), à Alger. Panneau émaillé Ecole Grassi à Aix.
- 1957 : bas-relief en céramique pour la Salle des Congrès de Saint-Étienne ; briques et claustras à Bron-Parilly (Lyon).
- 1958 : bas-relief magasin Knoll à Marseille ; mural et pilier Société Lafarge
- 1959 : mural immeuble Le Crépon à Lyon. Deux bas-reliefs et fontaine, hôpital psychiatrique Montperrin à Aix-en-Provence.
- 1960 : A Marseille : muraux LEP Frédéric Mistral ; bas-reliefs LEP La Floride ; quatre bas-reliefs lycée Saint-Exupéry. À Aix-en-Provence : bas-relief Magasin Ariès ; petit bas-relief pilier entrée du vieil Hôpital.
- 1961 : Commandes à Marseille : muraux, chemin de la Madrague ; bassin et muraux Groupe Scolaire La Feuilleraie. Berre : reliefs au Groupe Scolaire Fernand Léger. À Aix : mural dans la Brasserie Les Marronniers ; bas-relief dans la brasserie Le Cintra.
- 1962 : à Marseille : mural et bas-relief à l’hôpital Psychiatrique Nord dit E. Toulouse ; sculpture dans un HLM rue Etienne Milan.
- 1963 : réalisation de deux des muraux destinés à cinq immeubles de Ferney-Voltaire (total 80 mètres carrés). Mural sur le thème d’une armoire à pharmacie pour une pharmacie à Albertville. Deux muraux au lycée Bonaparte à Toulon.
- 1965 : Lyon, deux bas-reliefs dans une galerie marchande à Belmont-la-Duchère. Aix, mural à l’entrée du Relais du soleil (restaurant). Bédarieux, mural et fontaine au lycée Fabre. Sorgues dans le Vaucluse, bas-relief au Collège Voltaire. La Baule, bas-relief hall d’entrée immeuble Capitole. Neufmoutiers-en-Brie, sculpture dans un bassin, Centre pour Étudiants. Grenoble, bornes d’éclairage, Faculté des Sciences Fourier. Marseille, deux bas-reliefs façades immeuble Le Daumier.
- 1966 : à Lyon-Villeurbanne, mural hall d’entrée du Restaurant Universitaire Madeleine. À Aix-en-Provence, fontaine murale immeuble La Reynarde. Arles, mural cérastone et résine, Centre Commercial Le Lion d’Arles. À Port de Bouc, sculptures et bas-relief CEG Voltaire.
- 1967 : Roanne, jeux animés en bois coloré école maternelle Salengro. À Lyon-Villeurbanne, mural[6], restaurant universitaire La Doua.
- 1968 : deux reliefs dans un des halls de l'immeuble Les Érables de La Duchère[7].
- 1969 : quatre motifs sculptés à la résidence du Parc, L’Haÿ-les-Roses.
- 1970 : sculpture cérastone avec inclusion d’un moteur, muraux, lycée professionnel Frédéric Mistral, Marseille.
- 1971 : sculpture La Mahonne[8] dans le parc floral du bois de Vincennes (1971) ; voir Liste des œuvres publiques du 12e arrondissement de Paris. La fontaine du Forum des Cardeurs d'Aix-en-Provence. À Lyon-Caluire, sculpture en forme de bulle sur socle sculpté, centre commercial Montessuy.
- 1972 : La frise en acier corten, lycée professionnel Audoux, Marseille. Relief sable de basalte cru et résines, Centre médical du Lubéron à Cavaillon. Sculpture acier corten et sable de basalte cru teinté ocre, IUT de Toulon.
- 1973 : haut relief acier corten, lycée Vauvenargues, Aix-en-Provence. Sculpture en forme de bateau, béton cru ocre, IUT de Vannes.
- 1974 : Sculpture en maçonnerie colorée (1974 ; 47/49 rue Marie-Sorin-Defresne, ensemble immobilier ; 48° 47′ 54″ N, 2° 23′ 01″ E). Sculpture en forme de bulle sur socle en pierres fragmentées, CES Thomas à Draguignan. Aménagement d’une zone de repos dans un ensemble immobilier à Vitry-sur-Seine.
- 1975 : Sculpture-mur en béton cru coloré, CES Vauvert, Saint Gilles du Gard
- 1976 : fontaine, bassin et sculpture basalte cru, Hôtel Lydia, Port Barcarès. Sculpture en sable de basalte teinté, immeuble Le Grand Pavois à Marseille.
- 1977 : Aménagement Aire de jeux Le Griffon, Vitrolles. Sculpture ciment de basalte teinté, hall d’entrée de la CAF, chemin de Gibbes à Marseille. Fontaine adossée au mur, Centre Social et garderie, Port de Bouc.
- 1978 : Fontaine habillant la colonne d’aération du parking Forum des Cardeurs, Aix-en-Provence. Ensemble de sculptures, bassin, cascades, murs à Ivry-sur-Seine. Sculpture béton et bois, Groupe Scolaire Gauguin, Vitrolles.
- 1979 : Six éléments sculptés, Collège Prévert, Noisy-le-Grand.
- 1980 : Sculpture en ciment de basalte sur la façade de la Médiathèque Louis Aragon à Martigues. Sculpture, collège Pythéas, Marseille. Sculpture-fontaine, Groupe Scolaire Émile Zola, Berre.
- 1983 : fontaine de la médiathèque intercommunale de Miramas
- 1986 : fontaine La Muraille[9] (1986 ; place de la République[10] ; 48° 48′ 40″ N, 2° 23′ 02″ E) ;
- 1987 : Expositions collectives : FRAC Rhône-Alpes, Musée de Valence ; « Initiative du Musée vert » Musée Ile de France, Château de Sceaux ; « Sculpteurs de France », Musée D’Ixelles, Belgique ; « Le monument », Musée de plein air, Middelheim, Anvers. Hors commande : la garde, ciment de basalte ; le petit Guynemer, idem. Commandes : pose de la ville et la source à Aubervilliers. Sculpture fontaine ciment de basalte oxyde noir dans la cour de Telecom, place d’Alleray, Paris.
- 1988 : Exposition Galerie Jeanne Bucher. Achat de maman pour les jardins du Palais de l’Élysée. Exposition collective : « Art et industrie, Mécène d’aujourd’hui », Présence contemporaine, Paris. Hors commande : maman, ciment de basalte ocre rouge ; silence on guette, ciment de basalte ; tout mis sur le dos, ciment de basalte ; la promenade, idem. Commandes : sculpture fontaine sur butte, ciment de basalte, Jardin des Sculptures, Bitche. Débuts de réalisation du Monument à Rimbaud, sculpture monumentale (15 mètres), Plage du Prado, Marseille.
- 1989 : Hommage à Arthur Rimbaud[11], plages du Prado à Marseille[12],[13]
- 1990 : Centre culturel de Cherbourg. Présentation d’un mur paysage à la FIAC, Galerie Jeanne Bucher. Exposition collective : « 7 sculpteurs, 7 musées au Japon », Villes Nouvelles, Paris. Hors commande : sauve-garde, ciment de basalte ; bogue Valérie, ciment de basalte ; le protecteur, ciment de basalte et acier ; montée périlleuse, ciment de basalte ; porte bois,  ciment de basalte et bois ; à la remorque, ciment de basalte et acier ; les deux pôles, ciment de basalte ; le patrouilleur, ciment de basalte et acier ; embarquement immédiat, ciment de basalte.
- 1991 : Galerie Oriane, Paris. Exposition collective : « Pour saluer le dessin », Musée Ingres, Montauban ; Exposition « Matière et sculpture », Hôtel du Département, Évreux. Hors commande : chemins de ronde, sculpture monumentale en ciment de basalte ; à marée basse 1, ciment de basalte ; sur le caillou, ciment de basalte ; la sous-barbe, ciment de basalte et acier ; degrés vertigineux, sculpture monumentale en ciment de basalte.
- 1992 : Jean Amado entreprend des recherches pour réaliser des petites pièces qui seront coulées dans le bronze et tirées en série limitée. Créant ses propres moules. Pour commencer : l’arche et la tourelle ; bateau-feu. Exposition Galerie Sordini, Marseille. Exposition collective : « L’arrière- pays » à Carcassonne, Galerie Jeanne Bucher ; 3e Biennale de sculpture contemporaine, Matera. Invité d’honneur à la 15e rencontre d’arts plastiques, Château-Arnoux. Hors commande : giron minéral, ciment de basalte et plomb ; le passage, ciment de basalte ; à marée basse 2, ciment de basalte.
- 1993 : Expositions collectives : « Sculpture française » Centre culturel franco-norvégien, Stavanger, Norvège ; « La sculpture dans la ville », Castel des Arts, Cannes. Hors commande: le manège, ciment de basalte. Bronzes : la pierre et le temps ; le manège. Multiples en ciment de basalte : la cuirasse et la vapeur ; en voiture les enfants ; la jonque des sables.
- 1994 : Exposition Galerie Meurisse, Toulouse. Hors commande : bronzes pierre 1 ; pierre 2 ; pierre 3 ; pierre 4 ; pierre 5 ; pierre 6 ; Évry. Commandes : Pierre de mémoire, sculpture monumentale, Frais Vallon, Marseille. Sculpture pour la pierre tombale de Michèle Maurois au cimetière d’Avignon.

## Expositions
De nombreuses expositions et rétrospectives ont fait connaître Amado en France et à l’étranger. Christian Bobin, Jean-Luc Daval, Georges Duby, Bernard Noël, Louis Pons, Dora Vallier, Germain Viatte, entre autres, ont analysé son travail. Après sa mort, en octobre 1995, une grande rétrospective fut organisée à Aix-en-Provence en 1997, suivie d’une importante exposition en 2008.
- 2018 :
  - « Dessins de sculpteurs », galerie Jeanne Bucher Jaeger[14], Espace Saint-Germain, Paris, du 22 mars 2018 au 1er mai
  - Trait d'union, Cinquantenaire de Perspectives[15], salle gothique du musée des Tapisseries-Palais de l’Archevêché, Aix-en-Provence, du 25 janvier au 24 mars 2018 Une œuvre de Jean Amado, appartenant à la collection Bernus a été exposée parmi les œuvres de 24 artistes ayant exposé avec Perspectives au cours de ces 50 dernières années.
- 2017 : « Passion de l’art », exposition collective[16] de la galerie Jeanne Bucher Jaeger, musée Granet[17], Aix-en-Provence, du 30 juin au 24 septembre